# Haemulon plumierii

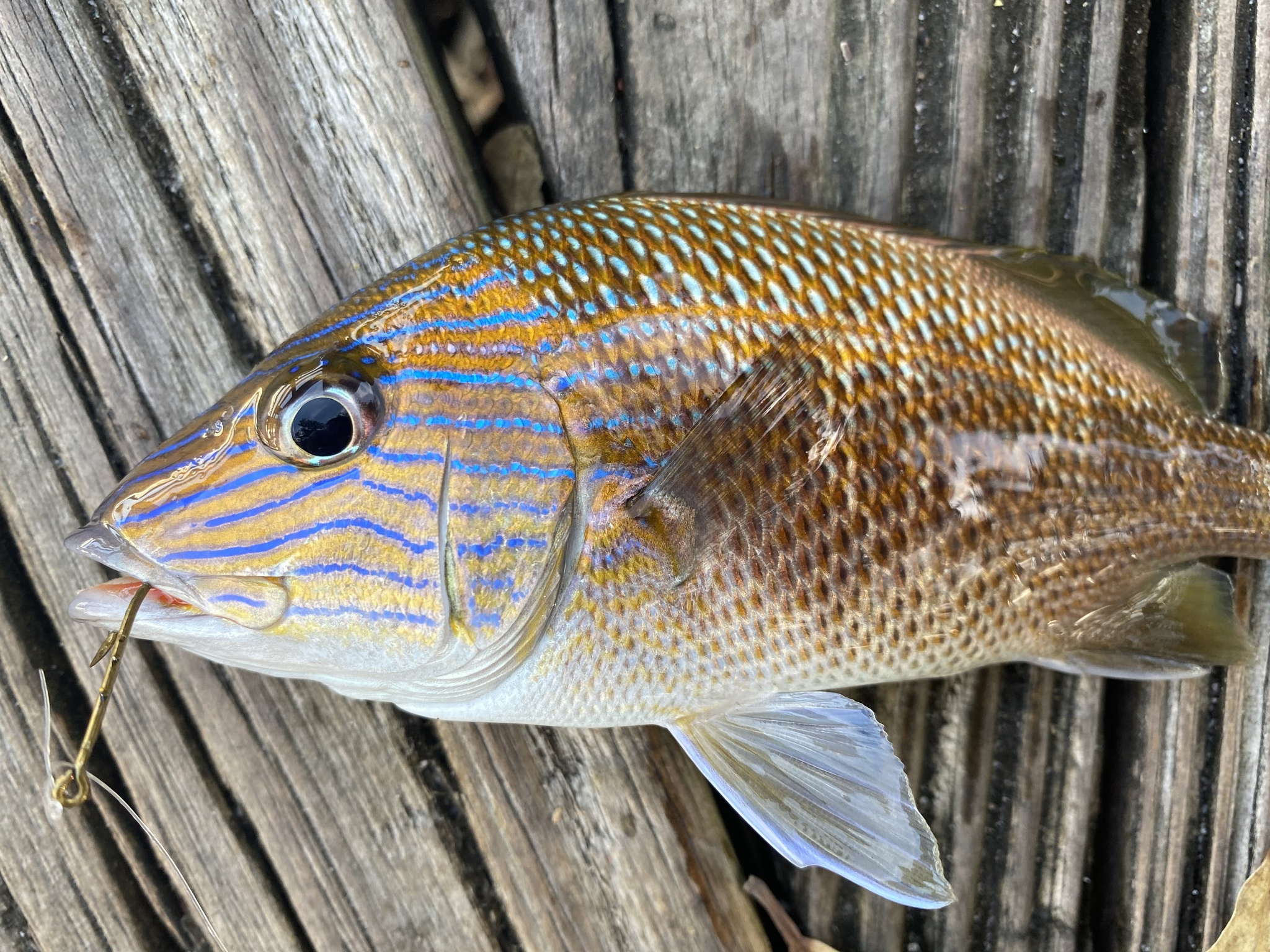
Particolare del disegno della testa

Haemulon plumierii (Lacépède, 1801) Grugnolo bianco, è un pesce osseo marino appartenente alla famiglia Haemulidae.

## Distribuzione e habitat
La specie è endemica dell'oceano Atlantico occidentale tropicale e subtropicale. La sua distribuzione va dalla baia di Chesapeake alla città brasiliana di Florianópolis comprendendo il mar dei Caraibi, il golfo del Messico, le Bermuda, le Bahamas e le Antille. È la specie di pesci grugnitori più comune in Florida e nei Caraibi.
L'habitat è costituito dalle barriere coralline, i fondi duri e i fondi sabbiosi costieri. Effettua migrazioni notturne dai fondali corallini a zone aperte, ricche di vegetazione marina o sabbiose. I giovanili sono soprattutto comuni nelle praterie di Thalassia.
Si incontra prevalentemente tra 3 e 40 metri di fondale.

## Descrizione
Ha corpo abbastanza alto con bocca terminale, relativamente grande. La pinna dorsale è elevata nella parte spinosa. Le scaglie al di sopra della linea laterale sono più grandi di quelle al di sotto. La livrea è caratterizzata da numerose sottili linee blu longitudinali sulla testa mentre nel resto del corpo è variabile, di solito argenteo-giallastro.
La taglia massima nota è di 53 cm mentre la taglia media degli individui si aggira sui 30 cm. Il peso massimo noto è di 4,4 kg.

## Biologia

### Comportamento
Specie gregaria forma fitti banchi durante le ore diurne. Gli adulti mostrano una certa territorialità e lottano spingendosi con la bocca aperta, come se si stessero baciando.

### Alimentazione
Si nutre prevalentemente di piccoli pesci e di invertebrati bentonici come echinodermi, tra cui il riccio di mare Diadema antillarum, molluschi (tra i quali Strombus gigas) e crostacei.

### Riproduzione
Si riproduce durante tutta la stagione calda, con un picco nei mesi primaverili.

### Predatori
È riportata nella letteratura scientifica la predazione da parte di Lutjanus jocu.

## Pesca
Questa specie è obiettivo soprattutto di pescatori sportivi negli USA mentre la pesca commerciale è poco importante. È sfruttata dalla pesca artigianale in tutto l'areale, soprattutto in Brasile. Viene pescata con lenze, reti, nasse e con il fucile subacqueo. Talvolta è ciguatossico.

## Conservazione
H. plumierii è una specie abbondante in tutto l'areale ed è una delle specie di pesci più comune nell'area caraibica. È sottoposta a una pesca non mirata ma intensa che però sembra avere un impatto relativamente modesto, con popolazioni che mostrano un decremento modesto e solo in alcune aree. Per questi motivi la lista rossa IUCN classifica questa specie come "a rischio minimo".